# New Year's March!
「New Year's March！」（ニュー・イヤーズ・マーチ）は、虹ヶ咲学園スクールアイドル同好会の楽曲。2024年に、スマートフォンゲーム『ラブライブ！スクールアイドルフェスティバル2 MIRACLE LIVE!』のコラボレーションシングルとして、虹ヶ咲のメンバーである高咲侑（矢野妃菜喜）の掛け声による「ラジオ体操第一」が収録された両A面シングル『New Year's March！/ラジオ体操第一（虹ヶ咲学園スクールアイドル同好会 Ver.）』（ニュー・イヤーズ・マーチ/ラジオたいそうだいいち にじがさきがくえんスクールアイドルどうこうかい ヴァージョン）として、1月24日にLantisから発売された。

## 背景
前作「SINGING, DREAMING, NOW!」から約7か月ぶりとなるシングルで、虹ヶ咲学園スクールアイドル同好会が担当する。リリースに先駆け、6thライブ『ラブライブ！虹ヶ咲学園スクールアイドル同好会 6th Live! I love You ⇆ You love Me』にて披露された。
2024年にKアリーナ横浜にて行われたラブライブ！シリーズ合同ライブイベント『LoveLive! Series Presents ユニット甲子園 2024』にて、高咲侑役の矢野が登壇し、虹ヶ咲のキャストがジャージ姿で「ラジオ体操第一（虹ヶ咲学園スクールアイドル同好会 Ver.）」を披露し、観客もキャストに合わせてラジオ体操を行った。

## 音楽性
「New Year's March!」のパート分けは以下の通り。ジャケット通りとなっている。
| 月   | 歌唱パート     |
| ---- | -------------- |
| 1月  | 天王寺璃奈     |
| 2月  | 宮下愛         |
| 3月  | 中須かすみ     |
| 4月  | 上原歩夢       |
| 5月  | 三船栞子       |
| 6月  | 桜坂しずく     |
| 7月  | ミア・テイラー |
| 8月  | 近江彼方       |
| 9月  | 朝香果林       |
| 10月 | 優木せつ菜     |
| 11月 | エマ・ヴェルデ |
| 12月 | 鐘嵐珠         |

## New Year's March!/ラジオ体操第一 (虹ヶ咲学園スクールアイドル同好会 Ver.)

### リリース
2024年1月24日に、Lantisから「New Year's March！」がメインジャケットのType-Aと、スピンオフ作品『にじよん〜ラブライブ！虹ヶ咲学園スクールアイドル同好会 よんこま〜』のミヤコヒトが手がけた「ラジオ体操第一（虹ヶ咲学園スクールアイドル同好会 Ver.）」がメインジャケットのType-Bの2形態でリリースされた。
初回生産特典として、『LoveLive! Series Presents ユニット甲子園 2024』のチケット最速先行抽選申込券が封入されている。

### チャート成績
2024年2月5日付のオリコン週間シングルランキングでは5位にランクインした。

### 収録曲
| #         | タイトル                                                                          | 作詞            | 作曲            | 編曲            | クレジット                                    | 時間  |
| --------- | --------------------------------------------------------------------------------- | --------------- | --------------- | --------------- | --------------------------------------------- | ----- |
| 1.        | 「New Year's March！」(虹ヶ咲学園スクールアイドル同好会)                          | 中村歩 菊池博人 | 中村歩 菊池博人 | 中村歩 菊池博人 |                                               | 4:04  |
| 2.        | 「ラジオ体操第一（虹ヶ咲学園スクールアイドル同好会 Ver.）」(高咲侑（矢野妃菜喜）) |                 | 服部正          |                 | - ピアノ演奏: 吉村隆行 - 演奏監修: 遠藤ナオキ | 3:23  |
| 3.        | 「New Year's March！」(Off Vocal)                                                 |                 |                 |                 |                                               | 4:04  |
| 4.        | 「ラジオ体操第一（虹ヶ咲学園スクールアイドル同好会 Ver.）」(Off Vocal)            |                 |                 |                 |                                               | 3:18  |
| 合計時間: | 合計時間:                                                                         | 合計時間:       | 合計時間:       | 合計時間:       | 合計時間:                                     | 14:49 |

### ユニットメンバー
1. 1 2 3 4  上原歩夢（大西亜玖璃）、中須かすみ（相良茉優）、桜坂しずく（前田佳織里）、朝香果林（久保田未夢）、宮下愛（村上奈津実）、近江彼方（鬼頭明里）、優木せつ菜（林鼓子）、エマ・ヴェルデ（指出毬亜）、天王寺璃奈（田中ちえ美）、三船栞子（小泉萌香）、ミア・テイラー（内田秀）、鐘嵐珠（法元明菜）